# Pont-canal d'Agen
Pour les articles homonymes, voir Agen (homonymie).
Le pont-canal d'Agen est un pont-canal français qui permet de faire passer la navigation au-dessus de la Garonne par le canal de Garonne (ou canal latéral à la Garonne).

## Description
Le pont-canal d'Agen est situé entre la commune d'Agen et celle du Passage-d'Agen dans le département de Lot-et-Garonne en région Nouvelle-Aquitaine.
C'est un pont en arc dont les dimensions, qui en font le deuxième pont-canal de France par la longueur après celui de Briare (662 mètres), sont :
- longueur totale de 539 mètres, sur 22 piles ;
- largeur totale de 12,48 mètres ;
- largeur de la voie d'eau de 8,82 mètres ;
- profondeur de la voie d'eau de 2,70 mètres.

Entièrement maçonné en pierre de taille, ses dimensions n'autorisent qu'une navigation à sens unique. Une écluse et un plan d'eau sont situés en aval de l'ouvrage et un autre plan d'eau en amont.
Depuis 1981, le pont-canal correspond à la limite aval de la réserve naturelle nationale de la frayère d'Alose.

## Histoire

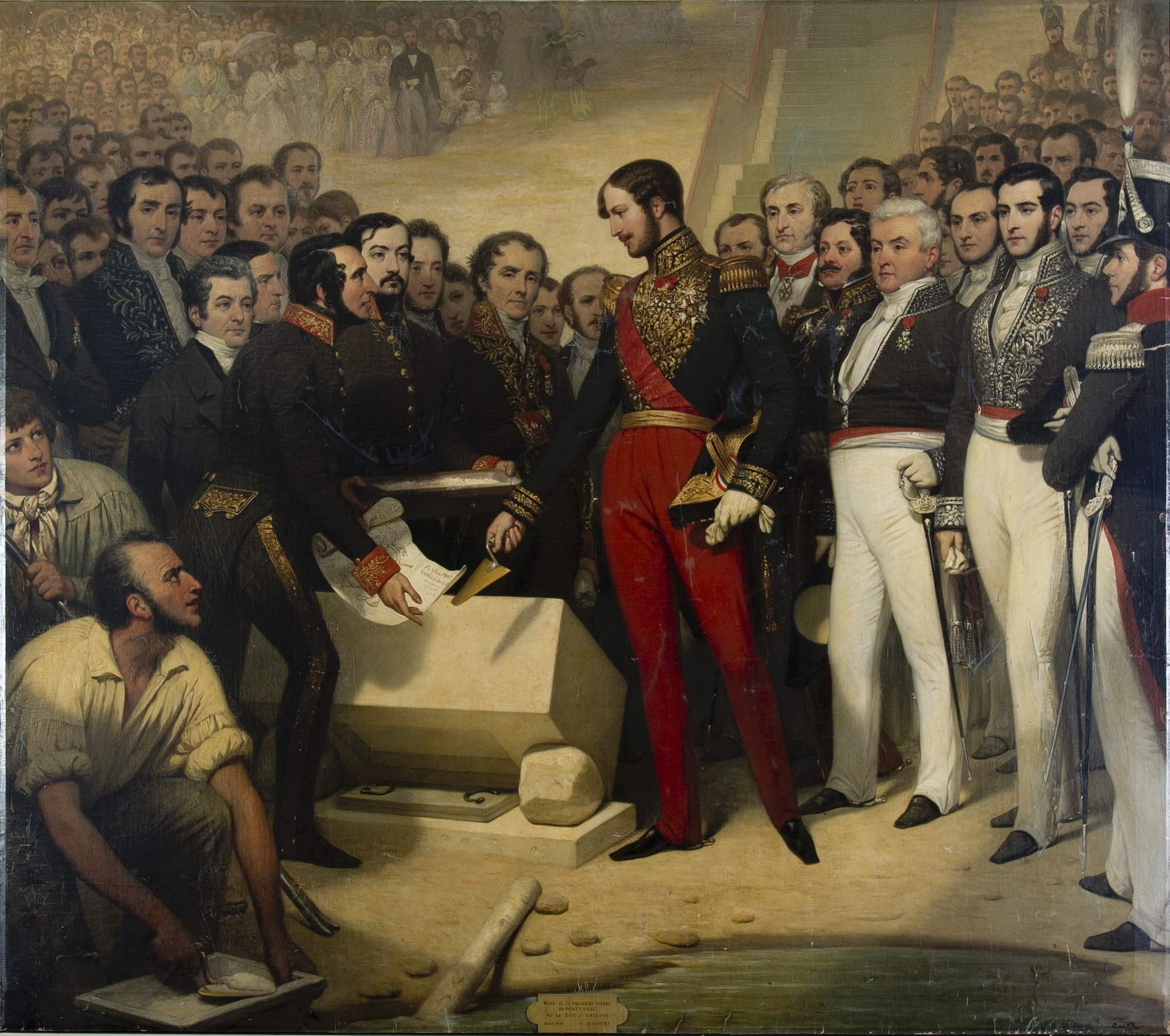
Joseph Désiré Court, Le duc d’Orléans posant la première pierre du pont-canal d’Agen, 1844.

Il est bâti entièrement en pierres du Quercy, sous la direction de Jean-Baptiste de Baudre et de Jean Gratien de Job, ingénieurs des Ponts et Chaussées. Le 25 août 1839, le duc d'Orléans Ferdinand-Philippe pose la première pierre du pont. En 1841, la création de la ligne de chemin de fer entre Bordeaux et Toulouse interrompt les travaux sur le canal. Il est alors décidé de louer le pont aux agriculteurs qui éviteraient ainsi de faire le tour par le pont de pierre d'Agen. Cependant, le péage, excessivement cher, fait de cette mesure un relatif échec. Le 5 mai 1846 une loi décidant de la reprise des travaux est votée. Achevé en 1847, le pont-canal est mis en service en 1849.
Il fut le plus long pont-canal de France jusqu'à l'ouverture du pont-canal de Briare, en 1896.

## Protection
Le pont-canal, avec ses deux bassins d'attente et leurs écluses, est inscrit au titre des monuments historiques par arrêtés des 21 août 2003 et 12 juillet 2012,.

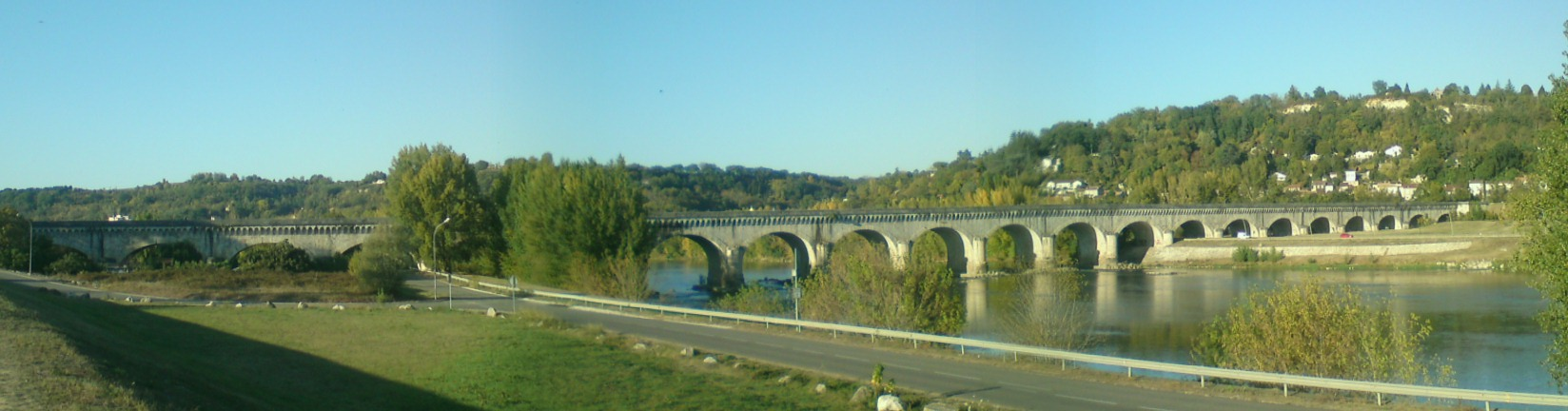
Pont-canal d'Agen
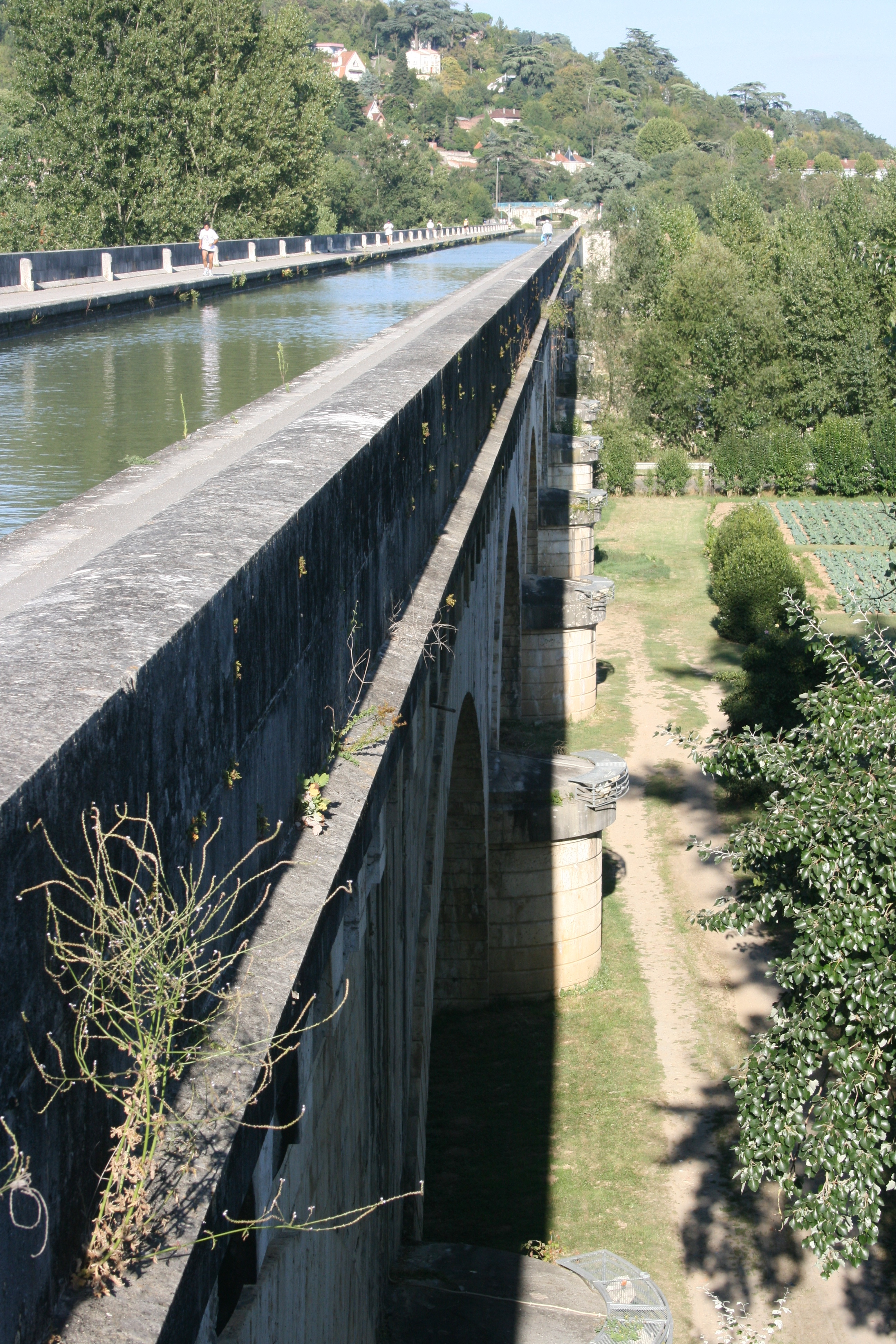
Le canal du pont-canal
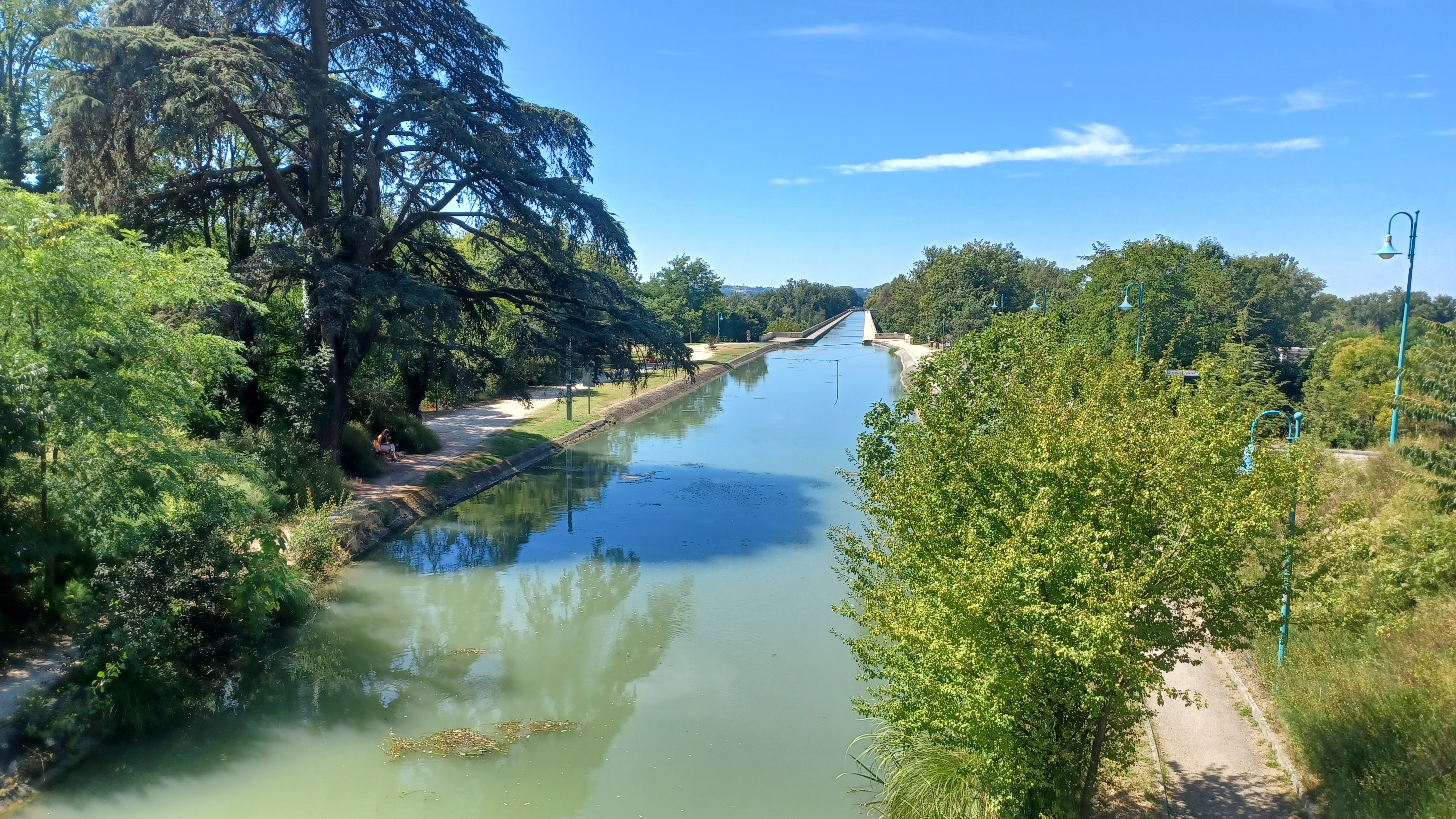
Vue sur le pont-canal
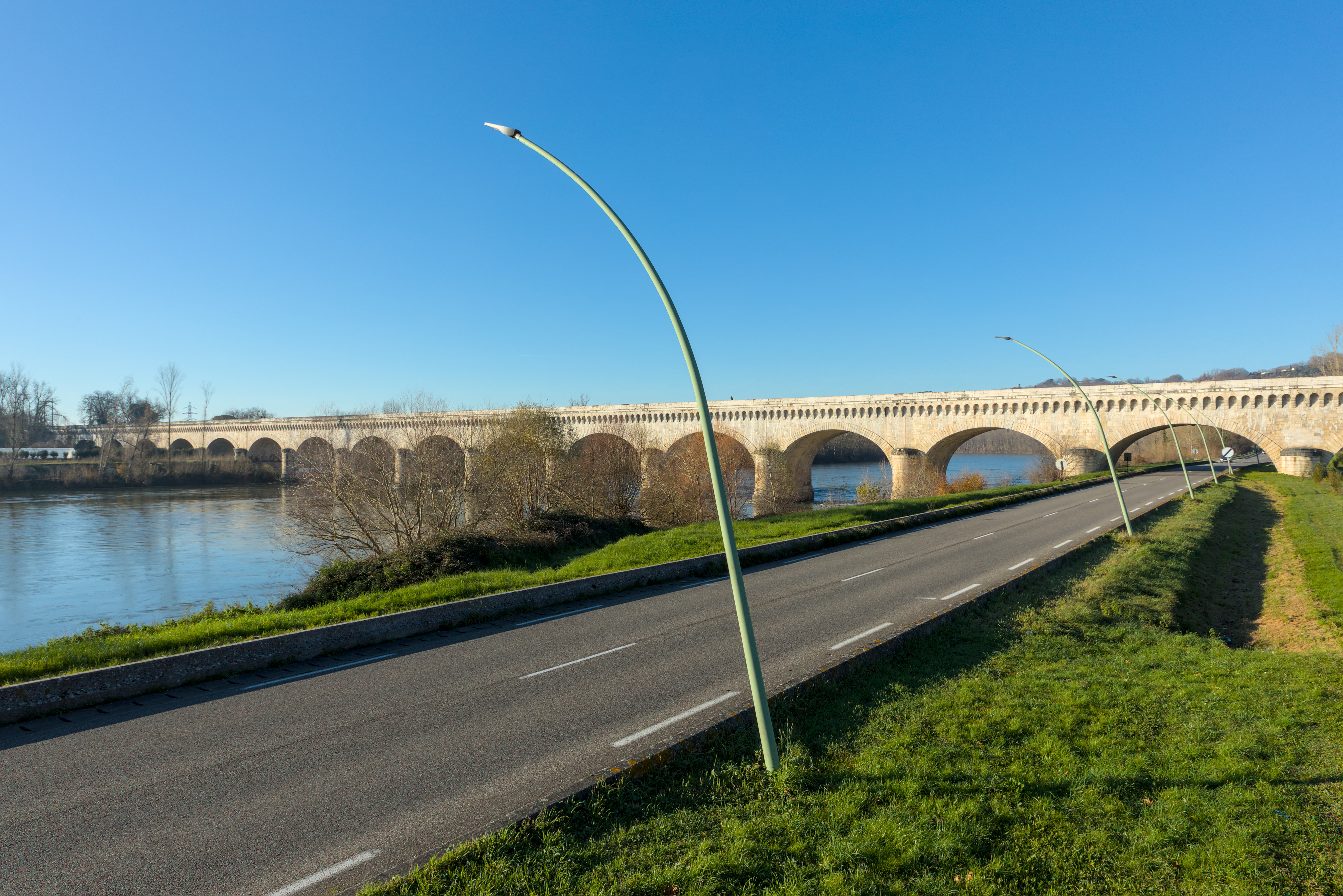
Le pont-canal et la route nationale 1113.
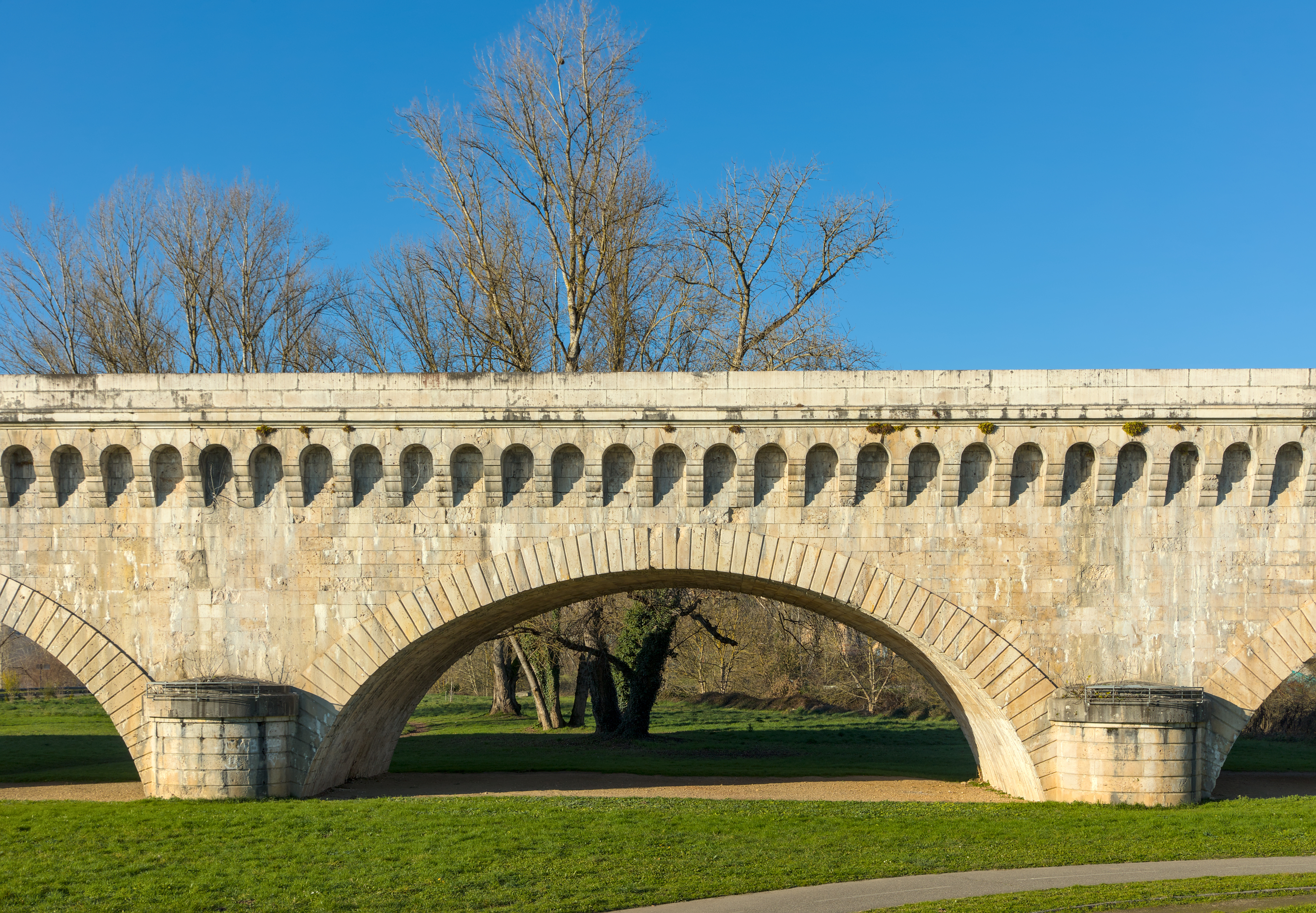
Détail sur la rive Est.